# Северный (Кущёвский район)
Северный — посёлок в Кущёвском районе Краснодарского края.
Входит в состав Кущёвского сельского поселения.

## География
Расположен в северной части Приазово-Кубанской равнины.

### Улицы
- ул. Северная,
- ул. Школьная,
- ул. Южная.

## История
Ранее входил в состав Степнянского сельсовета (сельского округа).

## Население
| 2002 | 2010 |
| ---- | ---- |
| 308  | ↗321 |